# Shopaholic & Baby
Shopaholic & Baby is het vijfde deel uit de Shopaholic-reeks, geschreven door Sophie Kinsella. De romans beschrijven het leven van Becky Bloomwood, die verslaafd is aan winkelen.

## Verhaal
Becky Bloomwood is een vrouw die woont in London met als nieuwe baan 'Personal Shopper' bij warenhuis "The Look". Ze gaat samen met haar man Luke Brandon op zoek naar leegstaande huizen, want ... Becky is zwanger! De laatste tijd heeft ze gemerkt dat shoppen helpt tegen misselijkheid. Ook al daalt de misselijkheid van Becky door het shoppen, haar creditcarduitgaven stijgen natuurlijk. Het maakt Becky niet echt uit wat het wordt, een jongen of een meisje, zolang alles maar perfect is. Niet alleen moet ze designkleertjes in roze én blauw, ook moet ze een kinderwagen met NASA-technologie. Becky wil koste wat het kost de bevalling laten doen door een verloskundige van sterren. Becky kan zich maar net op tijd inschrijven bij een holistische waterbevalling door een verloskundige genaamd Venetia Carter. Wanneer Becky erachter komt dat Luke en Venetia elkaar kennen van vroeger, stort haar wereld in. Het blijkt dat Venetia en Luke wel erg goede vrienden zijn. Het zouden de hormonen kunnen zijn, maar Becky denkt dat er iets niet klopt. Zou ze langzaam paranoia worden of uitgaan op vrouwelijke intuïtie. Maar dan dringt het tot Becky door en ze denkt dat Venetia Luke terug wil. Becky kan wel door de grond zakken bij het idee dat haar grote liefde haar bedriegt net wanneer ze zwanger is. Shopt ze nou voor twee of is er een derde persoon in het huwelijk? 